# 阿古斯塔-达索案

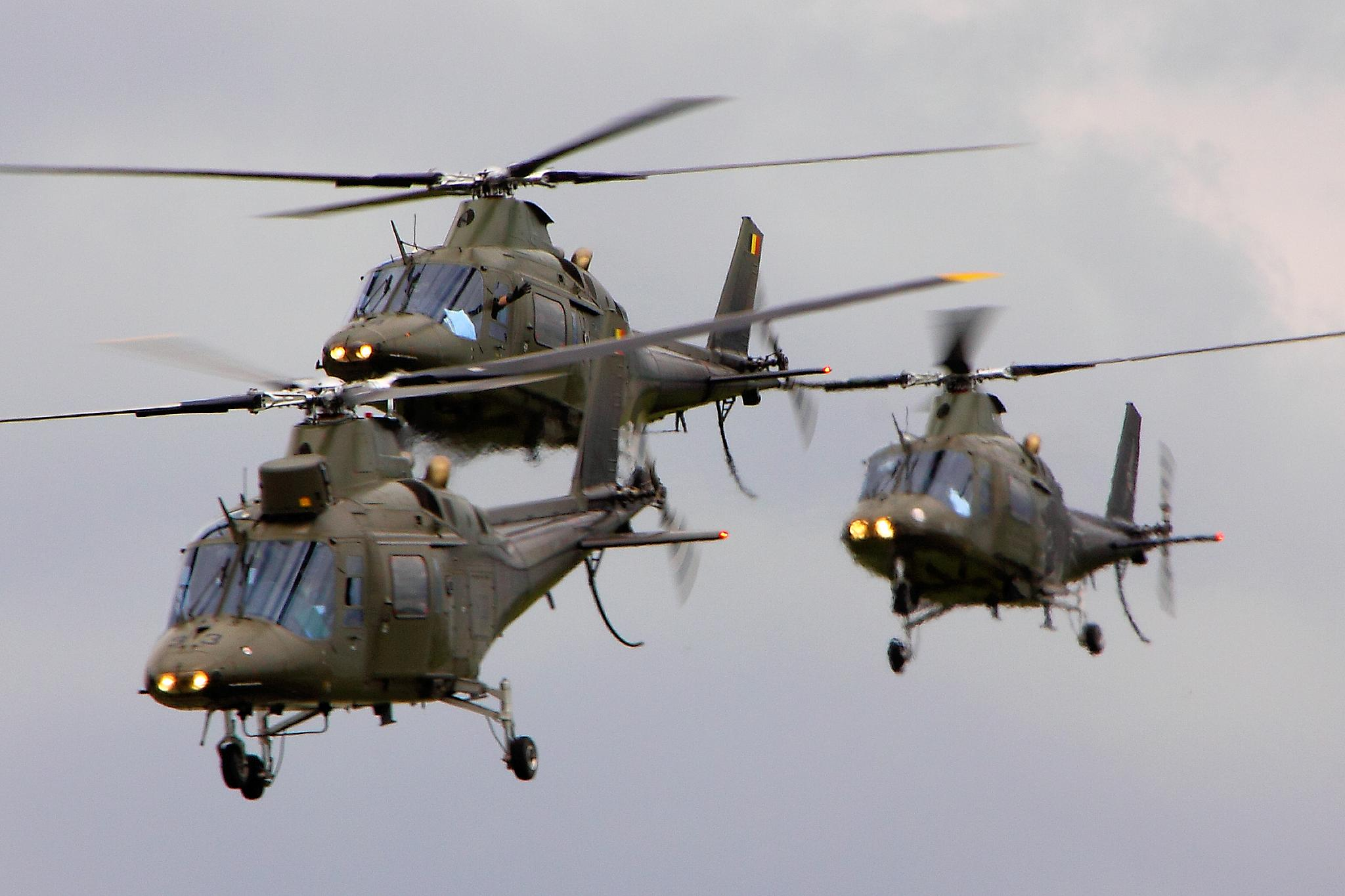
涉及本案的比军阿古斯塔A109直升机

阿古斯塔案，又称阿古斯塔-达索案（法語：affaire Agusta-Dassault），是20世纪90年代发生在比利时的一起刑事案件与重大政治丑闻。涉案公司阿古斯塔和达索于1988年向众多政界人士行贿，以求获得阿古斯塔A109直升机的订单和改装比军F-16戰隼戰鬥機的合同。1991年，比利时前副首相、法语社会党人安德烈·科尔斯在列日被两名枪手枪杀，其女友身负重伤，该丑闻随案件调查被曝光。1993年，官方开始调查阿古斯塔案，多名法语社会党和荷兰语社会党政治人物牵涉其中，时任北约秘书长维利·克拉斯也因此被迫辞职。